# Физико-математический лицей № 30
Губернаторский физико-математический лицей № 30 — физико-математический лицей в Санкт-Петербурге.
Расположен в двух зданиях на Васильевском острове:
1. 7-я линия Васильевского острова, д. 52, на углу со Средним проспектом (дом 31), напротив станции метро «Василеостровская». Здание было построено в 1896—1897 годах по проекту архитектора А. Р. Гешвенда (при участии Б. А. Бржостовского), как здание городских начальных училищ.
2. Улица Шевченко, д. 23, корп. 2.

## История

### Хроника развития 30-й школы
Хроника Физико-математического лицея № 30 (история её становления, преобразований, переездов и переименований) основана на материале учителя истории ФМЛ № 30 Виталия Ивановича Короткевича.

#### Василеостровское с двенадцатью соединёнными классами городское начальное училище (1897—1918гг.)
Руководители школы: А. П. Коренев, А. В. Коренева, A. M. Манакина
- 6 (18) октября 1897 г. — торжественное открытие училища в доме № 31 по Среднему проспекту.
- 9 ноября 1897 г. — освящение домовой церкви при училище, с 1898 г. по май 1918 г., законоучителем в училище и настоятелем в церкви был отец известного историка права С. В. Юшкова, В. И. Юшков.
- 1 октября 1900 г. — открытие в училище первой в городе школьной столовой.
- 28 августа — 26 сентября 1914 г. — переезд училища в здание 14-й городской школы (12-я линия, 13).
- Январь 1918 г. — возвращение училища в своё родное здание.
- Май 1918 г. — закрытие домовой церкви в училищном доме.

#### Единая советская трудовая школа (1918—1933гг.)
Руководители школы:  A. M. Серкова, З. Л. Мышинский
- Октябрь 1918—1919 гг. — период становления единой советской трудовой школы. Введение совместного обучения мальчиков и девочек. Школе присвоен № 27.
- Декабрь 1920 г. — школе присвоен № 20.
- 20 октября 1922 г. — школе присвоен № 209. К этому времени срок обучения увеличился до 5 лет.
- 1923—1928 гг. — срок обучения увеличен до 7 лет.
- 1928 г. — ФЗС (фабрично-заводская семилетка) № 209 преобразована под тем же номером в ФЗД (фабрично-заводскую девятилетку).

#### Средняя школа (1933—1961гг.)
Руководители школы: З. Л. Мышинский, П. А. Фимин, А. П. Григорьева, Н. В. Польская, В. И. Гужиев, С. П. Дернов, В. Л. Калугин, Б. В. Леонидов, Т. В. Кондратькова
- 1933 г. — ФЗД № 209 преобразована в среднюю школу № 7.
- 1937 г. — введён десятилетний срок обучения.
- 1940 г. — школе присвоен новый номер — № 26.
- 1942 г. — школа переехала в здание техникума на 10-ю линию, 37.
- 1943 г. — в связи с введением раздельного обучения, 26-я школа стала мужской и получила № 30.
- 1944 г. — школа вернулась в своё родное здание (по некоторым данным, это произошло весной 1945 г.).
- 1955 г. — в школе восстановлено совместное обучение мальчиков и девочек.

#### Трудовая политехническая школа с производственным обучением (1961—1965гг.)
Руководитель школы: Т. В. Кондратькова
- 1961 г. — школа под тем же номером преобразована в среднюю общеобразовательную политехническую с производственным обучением. Эксперимент был признан неудачным, и с осени 1964 года «политехнический профиль» в школах был отменён.

#### Средняя физико-математическая школа (1965г. — по настоящее время)
Руководители школы: Т. В. Кондратькова, Е. Я. Макарова, С. Н. Саввичева, К. И. Изотова, С. Н. Саввичева, Э. В. Иовлева, В. Л. Ильин, Э. В. Иовлева, А. А. Третьяков
- 1965 г. — обретение статуса математической школы.
- 1976 г. — объединение с 38-й физической школой и переезд в новое помещение по адресу: ул. Шевченко, д. 23, к. 2. С этого момента школа стала физико-математической.
- 1990 г. — физико-математическая школа № 30 обрела статус физико-математической гимназии.
- 2002 г. — статус школы поменялся: теперь Тридцатку переименовали в физико-математический лицей.
- 2002—2004 гг. — из состава школы выведены младшие классы (с 2004 года набор ведётся только в 5-й, 8-й, 9-й и 10-й классы).
- 2005 г. — школе возвращено историческое здание. С сентября 2005 года здесь ведутся занятия в математических классах.
- 2013 г. — школе присвоен статус Губернаторского физико-математического лицея.

Набор производится в 5, 8, 9 и 10 классы. Все классы с 5 по 7 учатся в здании на ул. Шевченко. Классы с 8 по 11 — в здании на 7 линии. По окончании 7 класса, учащиеся, успешно освоившие программу, переходят в 8 классы с углублённым изучением математики, физики и программирования. Параллельно с этими классами набирается ещё один-два 8-х из учащихся других школ города. В 9 и 10 набирается ещё по одному новому классу. Таким образом, в 2013—2014 учебный год в лицее учатся два пятых, два шестых, два седьмых, четыре восьмых, пять девятых, шесть десятых и пять одиннадцатых классов.

## Известные люди, учившиеся в школе
- Астрахан, Дмитрий Хананович — режиссёр театра и кино (выпуск 1974 г., 30 школа)[2]
- Белов, Павел Александрович — учёный-физик (выпуск 1994 г.)[3]
- Берг, Михаил Юрьевич — писатель (выпуск 1969 г., 30 школа)[4]
- Борисенко, Андрей Иванович — космонавт (выпуск 1981 г.)[5]
- Гусев, Алексей Викторович — киновед, критик (выпуск 1993 г.)[6]
- Дмитриенко, Дмитрий Владимирович — в 2009—2012 гг. губернатор Мурманской области (выпуск 1980 г.)[7]
- Ермаков, Борис Александрович — учёный-физик (выпуск 1952 г., 30 школа)[8]
- Иванов, Николай Владимирович (математик) — (выпуск 1971 г., 30 школа)[9]
- Краско, Андрей Иванович — актёр (выпуск 1974 г., 38 школа)[10]
- Кривенков, Алексей Анатольевич — один из основателей[11] Mail.ru (выпуск 1993 г.)[12]
- Лазарев, Александр Сергеевич — народный артист РСФСР (выпуск 1955 г., 30 школа)[13]
- Лазаренко, Евгений Вячеславович — участник рок-группы «МультFильмы»[14] (выпуск 1994 г.)[15]
- Лурье, Лев Яковлевич — телеведущий (выпуск 1967 г., 30 школа)[16]
- Неёлова, Марина Мстиславовна — актриса (выпуск 1965 г., 38 школа)[17]
- Никандров, Николай Дмитриевич — в 1997—2013 гг. президент РАО (выпуск 1954 г., 30 школа)[18]
- Рохлин, Владимир Владимирович — учёный-математик (выпуск 1968 г., 30 школа)[19]
- Склянин, Евгений Константинович — учёный-математик (выпуск 1972 г., 30 школа)[20]
- Сергеев, Алексей Иванович — в 2011—2017 гг. Генеральный секретарь — руководитель Секретариата Совета МПА СНГ (выпуск 1972 г., 38 школа)[21]
- Смолкин, Борис Григорьевич, актёр (выпуск 1966 г., 30 школа)[22]
- Тарн, Алекс — писатель (выпуск 1972 г., 30 школа)[23]
- Чирцов, Александр Сергеевич — в 2000—2011 гг. декан физического факультета СПбГУ (выпуск 1976 г., 38 школа)[24]
- Чуров, Владимир Евгеньевич — чрезвычайный и полномочный посол (выпуск 1970 г., 38 школа)[25]
- Шишлов, Александр Владимирович — уполномоченный по правам человека в Санкт-Петербурге (выпуск 1972 г., 30 школа)[26]